# 重力波 (流体力学)

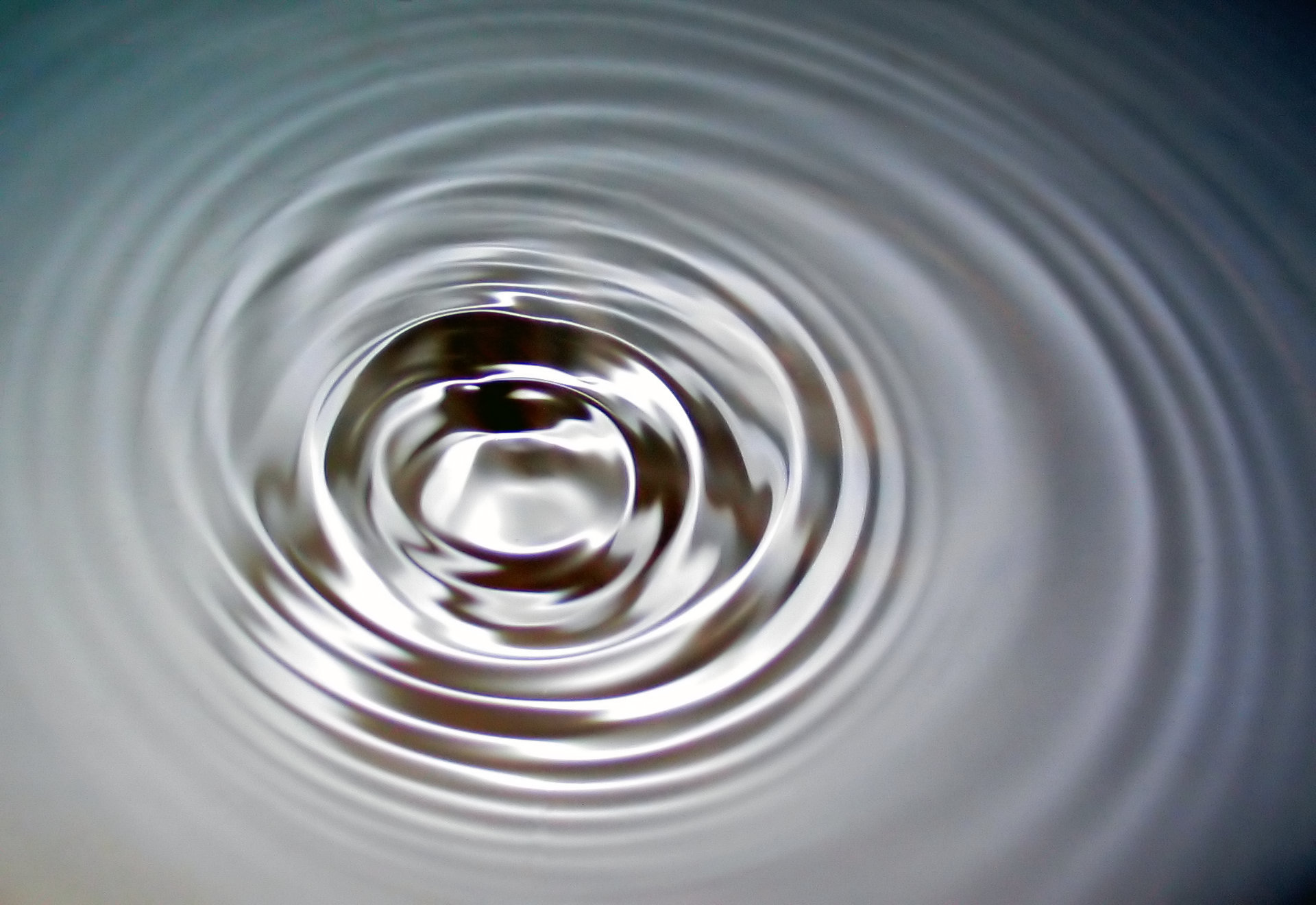
水中に小物体を落としたときに水面にできる重力波の波紋

重力波のシミュレーションの例。
浅い浴槽に小物体を5回落としたときにできる重力波である。最初の波面は浴槽の壁で反射して後の波面と互いに干渉しあう。

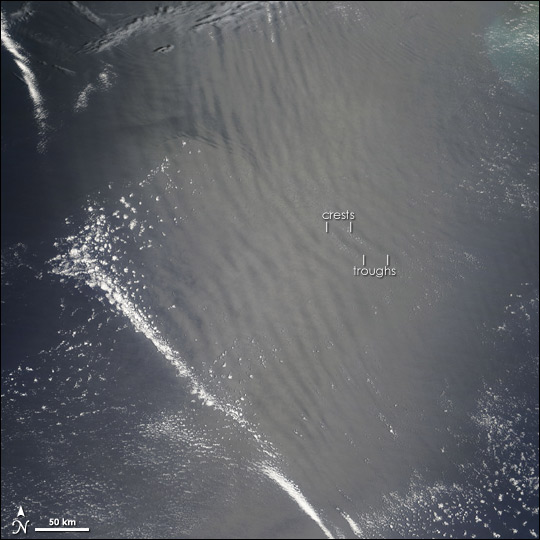
上空から見た海面の重力波

流体力学における重力波（じゅうりょくは、英:gravity wave）とは、重力の作用によって力学的平衡状態にある媒質が、異なる密度の媒質中に変位したとき、重力を復元力として再び元の平衡状態に戻ろうとする過程で、媒質の界面で発生して界面に沿って進む波動のこと。よく見られる現象として、水面に生じる波浪が上げられる。これは界面である明瞭な表面を進む波となるため表面波とも呼ばれる。これらの波動は撹乱となって成長することがあり、これはケルビン・ヘルムホルツ不安定性として知られる。なお、一般相対性理論によって記述される、時空の変位が光速で伝播する現象については重力波（相対論）を参照。両者は英語ではそれぞれgravity wave, gravitational waveと区別されているが、日本語では同じ重力波と呼ばれる。
このほか、海洋で湖沼で生じる水温躍層中に急激に温度差が生じると、浮力を復元力として波動が発生する。また大気中においても同様に波動が発生し、大気重力波と呼ばれる。波状雲はこのような機構で生じる身近で観察できる例である。いずれも同じ媒体の内部で伝播する波という意味でこちらは内部波とも呼ばれる。
重力波の伝播速度 c は、生じた波の波長λと、媒質の（重力に対して）鉛直方向の高さ（深さ）h を用いて次式で決まる：
{\displaystyle c={\sqrt {{\frac {g\lambda }{2\pi }}\tanh \left({\frac {2\pi h}{\lambda }}\right)}}.}
ここで g は重力加速度である。上式は波の伝播速度c が波長λに依存する分散性を示す。
媒質の深さh に比べて波長λが短い場合は、
{\displaystyle c={\sqrt {g\lambda  \over 2\pi }}}
となる。逆に媒質の深さh に比べて波長λが長い場合は、伝播速度c は波長λに依存せず、次の式で与えられる：
{\displaystyle c={\sqrt {gh}}.}
海洋で生じる津波は、波長が数10 ㎞以上に及ぶ極めて長い重力波であり、深い海底を伝わるとき伝播速度は非常に速くなる。
なお、実際にはこれに加えて界面付近の物質の表面張力を復元力とする波動（表面張力波）も加わる。無重力下ではこちらの波動が優性となった表面波が現れる。